# Kingman, Arizona
KIngman (nume originar, Huwaalyapay Nyava  în limba Mojave) este un oraș și sediulGR6 comitatului Mohave, Arizona, Statele Unite ale Americii. Populația orașului, care se găsește la circa 297 km (sau 185 de mile) nord-vest de Phoenix, era de 27.271  de locuitori, conform unei estimări făcute de United States Census Bureau din anul 2006. GR6